# Magyar Atlétikai Szövetség
Magyar Atlétikai Szövetség – węgierska narodowa federacja lekkoatletyczna, którą kieruje Miklós Gyulai. Siedzibą federacji znajduje się w Budapeszcie. Federacja jest jednym członków European Athletics.